# Meghan Addy
Meghan Addy, född den 22 maj 1978, är en amerikansk före detta friidrottare som tävlade i häcklöpning.
Addys främsta merit är att hon ingick i det amerikanska stafettlaget som blev bronsmedaljörer vid inomhus-VM 2003 i Birmingham på 4 x 400 meter.

## Personligt rekord
- 400 meter häck - 55,70